# 金沢市俵芸術交流スタジオ
金沢市俵芸術交流スタジオ（かなざわし たわらげいじゅつこうりゅうスタジオ、英: Kanazawa City Tawara Artistic Exchange Studio）は、石川県金沢市俵町にある、市民相互の芸術交流の場として提供される公営の文化施設。音楽、演劇、アート等の芸術活動のための施設であって、芸術活動以外の内容や営利を目的とする内容では使用できない。通称は「俵（）スタジオ」。
金沢市俵芸術交流スタジオにおいては、年に2回、夏・春に金沢市の主催によりユース・ジャズキャンプが開催される。

## 沿革
金沢市で創作活動のできる公共施設としては、紡績工場の倉庫だった建物を利用した金沢市民芸術村が1996年に開村していた。しかし週末や休日は混雑しており、第二の芸術村を求める声が多かった。市は2014年に閉校した金沢市立俵小学校の校舎を整備、「まちなかの芸術村」である市民芸術村に対し、「里山の芸術村」として開設することを決めた。市は2017年6月から工事を進め、金沢美術工芸大学OBでデザイナーの橋本謙次郎がデザインしたスタジオロゴも公表された。
整備を進めてきた市はオープンを2018年5月20日に決め、ホームページ開設やパンフレット配布など準備を進めた。5月20日に予定通り開館、第二の市民芸術村という位置付けであったが、安い料金や設備が人気を集め、この年は2042件8421人が利用した。
- 2017年（平成29年）9月 - 金沢市発注工事「市民の創作活動支援施設内部改修工事（建築工事）」が竣工[4]。
- 2018年（平成30年）5月20日[注釈 2] - 金沢市俵芸術交流スタジオがオープン。

## 楽器
《出典：》
鍵盤楽器
- グランドピアノ 4台
- アップライトピアノ 1台
- 電子ピアノ 1台

打楽器
- ティンパニー
- ドラム

## スタジオ施設
「1の1」「3の3」などと名付けられたスタジオは俵小学校時代の教室で、黒板やロッカーなども残されている。各「教室」にはピアノやドラム、アンプなどが用意されている。ただし、防音設備は一部にしかない。
《下表出典：》
|                        | 施設         | 床面積 （m2）                                  | 設備等                  | 備考           |
| 1階                    |              |                                                |                         |                |
| ---------------------- | ------------ | ---------------------------------------------- | ----------------------- | -------------- |
| 1階                    | スタジオ1の1 | 459                                            | 音響設備 グランドピアノ | 【土足お断り】 |
| 2階                    |              |                                                |                         |                |
| スタジオ2の1           | 64           | グランドピアノ                                 |                         |                |
| スタジオ2の2           | 44           | アップライトピアノ                             |                         |                |
| スタジオ2の3           | 64           | グランドピアノ                                 |                         |                |
| レコーディングスタジオ | 35           |                                                | 【土足お断り】          |                |
| ミキサールーム         | 32           | 音響設備 オペレーター                          | 【土足お断り】          |                |
| 3階                    |              |                                                |                         |                |
| スタジオ3の1           | 96           | ティンパニー ドラム グランドピアノ アンプ 音響 | 【土足お断り】          |                |
| スタジオ3の2           | 32           | 電子ピアノ                                     |                         |                |
| スタジオ3の3           | 113          | 音響設備 鏡 バレエバー                         | 【土足お断り】          |                |
| 広場                   |              | 約1,400                                        |                         |                |

## 開館時間
9時から22時まで（広場は9時から18時まで）

## 休館日
- 毎週月曜日（月曜日が休日の場合は直後の平日）[16]
- 年末年始

## 所在地
石川県金沢市俵町ヘ乙22番地

## アクセス
- 北鉄金沢バス13系統「俵スタジオ前」バス停徒歩2分